# Хайнрих Кул
Хайнрих Кул (на немски: Heinrich Kuhl) е германски зоолог.

## Биография
Хайнрих Кул е роден през 1797 година в Ханау, Хесен-Касел. В ранна възраст става асистент на Кунрад Якоб Теминк в музея в Лайден, Нидерландия. През 1817 година публикува монография за прилепите, а през 1819 година - „Conspectus psittacorum“. Той е автор и на първата монография за буревестниците, както и на списък на всички птици, илюстрирани в „Planches Enluminees“ на Луи-Жан-Мари Добантон.
През 1820 година Кул заминава за Ява със своя приятел Йохан Кунрад ван Хаселт, за да изследва животните на острова. Той изпраща в Лайден 200 скелета, 200 кожи на бозайници от 65 вида, 2000 кожи на птици, 1400 риби, 300 влечуги и земноводни и голям брой насекоми и ракообразни. През 1821 година умира в Бойтензорг (днес Богор в Индонезия) от инфекция на черния дроб. Работата му е продължена от Ван Хаселт, който умира две години по-късно.